# Заря (Селижаровский район)
Заря — нежилая деревня в Селижаровском муниципальном округе Тверской области России.

## География
Расположена в центральной части Валдайской возвышенности, в лесной местности, вблизи река Большая Коша. Находится в 20 километрах к юго-востоку от районного центра Селижарово, в 1,5 километрах от деревни Большая Коша.

## История
До мая 2020 года входила в состав Большекошинского сельского поселения Селижаровского района.
В мае 2020 года Законом Тверской области от 23.04.2020 № 23-ЗО Селижаровский муниципальный район и входившие в его состав поселения были преобразованы в Селижаровский муниципальный округ, Селижаровский административный район преобразуется в округ Селижарово, административная единица преобразована в округ.

## Население
| 2010 |
| ---- |
| 0    |

Согласно переписи населения 2002 года, постоянное население деревни 2 человека (100 % русские). Перепись 2008 года — 0 человек.

## Инфраструктура
Лесное хозяйство.